# Liste der olympischen Medaillengewinner aus Estland
Das Estnische Olympiakomitee wurde 1923 gegründet und 1991 nach der Unabhängigkeit wieder vom Internationalen Olympischen Komitee aufgenommen.

## Medaillenbilanz
Bislang konnten 39 für Estland antretende Sportler 44 olympische Medaillen erringen (14 × Gold, 11 × Silber und 19 × Bronze). Dazu kommen noch weitere Sportler aus Estland, die während der sowjetischen Besatzungszeit Medaillen gewinnen konnten und deshalb in der offiziellen Medaillenbilanz nicht bei Estland gezählt werden.
| Estland bei den Olympischen Sommerspielen                                          | Estland bei den Olympischen Sommerspielen | Estland bei den Olympischen Sommerspielen | Estland bei den Olympischen Sommerspielen | Estland bei den Olympischen Sommerspielen | Estland bei den Olympischen Sommerspielen |      | Estland bei den Olympischen Winterspielen | Estland bei den Olympischen Winterspielen | Estland bei den Olympischen Winterspielen | Estland bei den Olympischen Winterspielen | Estland bei den Olympischen Winterspielen | Estland bei den Olympischen Winterspielen |
| Jahr                                                                               | Gold                                      | Silber                                    | Bronze                                    | Gesamt                                    | Rang                                      | Jahr | Gold                                      | Silber                                    | Bronze                                    | Gesamt                                    | Rang                                      |                                           |
| 1920                                                                               | 1                                         | 2                                         | 0                                         | 3                                         | 14                                        |      |                                           |                                           |                                           |                                           |                                           |                                           |
| 1924                                                                               | 1                                         | 1                                         | 4                                         | 6                                         | 17                                        |      | 1924                                      | 0                                         | 0                                         | 0                                         | 0                                         |                                           |
| 1928                                                                               | 2                                         | 1                                         | 2                                         | 5                                         | 16                                        |      | 1928                                      | 0                                         | 0                                         | 0                                         | 0                                         |                                           |
| 1932                                                                               | 0                                         | 0                                         | 0                                         | 0                                         |                                           |      | 1932                                      | –                                         | –                                         | –                                         | –                                         | –                                         |
| 1936                                                                               | 2                                         | 2                                         | 3                                         | 7                                         | 13                                        |      | 1936                                      | 0                                         | 0                                         | 0                                         | 0                                         |                                           |
| 1948                                                                               | –                                         | –                                         | –                                         | –                                         | –                                         |      | 1948                                      | –                                         | –                                         | –                                         | –                                         | –                                         |
| 1952                                                                               | –                                         | –                                         | –                                         | –                                         | –                                         |      | 1952                                      | –                                         | –                                         | –                                         | –                                         | –                                         |
| 1956                                                                               | –                                         | –                                         | –                                         | –                                         | –                                         |      | 1956                                      | –                                         | –                                         | –                                         | –                                         | –                                         |
| 1960                                                                               | –                                         | –                                         | –                                         | –                                         | –                                         |      | 1960                                      | –                                         | –                                         | –                                         | –                                         | –                                         |
| 1964                                                                               | –                                         | –                                         | –                                         | –                                         | –                                         |      | 1964                                      | –                                         | –                                         | –                                         | –                                         | –                                         |
| 1968                                                                               | –                                         | –                                         | –                                         | –                                         | –                                         |      | 1968                                      | –                                         | –                                         | –                                         | –                                         | –                                         |
| 1972                                                                               | –                                         | –                                         | –                                         | –                                         | –                                         |      | 1972                                      | –                                         | –                                         | –                                         | –                                         | –                                         |
| 1976                                                                               | –                                         | –                                         | –                                         | –                                         | –                                         |      | 1976                                      | –                                         | –                                         | –                                         | –                                         | –                                         |
| 1980                                                                               | –                                         | –                                         | –                                         | –                                         | –                                         |      | 1980                                      | –                                         | –                                         | –                                         | –                                         | –                                         |
| 1984                                                                               | –                                         | –                                         | –                                         | –                                         | –                                         |      | 1984                                      | –                                         | –                                         | –                                         | –                                         | –                                         |
| 1988                                                                               | –                                         | –                                         | –                                         | –                                         | –                                         |      | 1988                                      | –                                         | –                                         | –                                         | –                                         | –                                         |
| 1992                                                                               | 1                                         | 0                                         | 1                                         | 2                                         | 34                                        |      | 1992                                      | 0                                         | 0                                         | 0                                         | 0                                         |                                           |
| 1996                                                                               | 0                                         | 0                                         | 0                                         | 0                                         |                                           |      | 1994                                      | 0                                         | 0                                         | 0                                         | 0                                         |                                           |
| 2000                                                                               | 1                                         | 0                                         | 2                                         | 3                                         | 46                                        |      | 1998                                      | 0                                         | 0                                         | 0                                         | 0                                         |                                           |
| 2004                                                                               | 0                                         | 1                                         | 2                                         | 3                                         | 64                                        |      | 2002                                      | 1                                         | 1                                         | 1                                         | 3                                         | 17                                        |
| 2008                                                                               | 1                                         | 1                                         | 0                                         | 2                                         | 47                                        |      | 2006                                      | 3                                         | 0                                         | 0                                         | 3                                         | 12                                        |
| 2012                                                                               | 0                                         | 1                                         | 1                                         | 2                                         | 63                                        |      | 2010                                      | 0                                         | 1                                         | 0                                         | 1                                         | 25                                        |
| 2016                                                                               | 0                                         | 0                                         | 1                                         | 1                                         | 78                                        |      | 2014                                      | 0                                         | 0                                         | 0                                         | 0                                         |                                           |
| 2020                                                                               | 1                                         | 0                                         | 1                                         | 2                                         | 59                                        |      | 2018                                      | 0                                         | 0                                         | 0                                         | 0                                         |                                           |
| 2024                                                                               | 0                                         | 0                                         | 0                                         | 0                                         |                                           |      | 2022                                      | 0                                         | 0                                         | 1                                         | 1                                         | 27                                        |
| Gesamt                                                                             | 10                                        | 9                                         | 17                                        | 36                                        |                                           |      | Gesamt                                    | 4                                         | 2                                         | 2                                         | 8                                         |                                           |
| \| \| Gold \| Silber \| Bronze \| Gesamt \| \| Ges. S+W \| 14 \| 11 \| 19 \| 44 \| |                                           |                                           |                                           |                                           |                                           |      |                                           |                                           |                                           |                                           |                                           |                                           |
|                                                                                    | Gold                                      | Silber                                    | Bronze                                    | Gesamt                                    |                                           |      |                                           |                                           |                                           |                                           |                                           |                                           |
| Ges. S+W                                                                           | 14                                        | 11                                        | 19                                        | 44                                        |                                           |      |                                           |                                           |                                           |                                           |                                           |                                           |

## Medaillengewinner
| Name                    | Sportart              | Jahr                | Disziplin                                                    | Gold | Silber | Bronze | Gesamt |
| ----------------------- | --------------------- | ------------------- | ------------------------------------------------------------ | ---- | ------ | ------ | ------ |
| A ↑↑                    |                       |                     |                                                              |      |        |        |        |
| Ants Antson             | Eisschnelllauf        | 1964 Tokio          | 1500 Meter, Männer (in UdSSR-Mannschaft )                    | 1    | –      | –      | 1      |
| Raul Arnemann           | Rudern                | 1976 Montreal       | Vierer ohne Steuermann, Männer (in UdSSR-Mannschaft )        | –    | –      | 1      | 1      |
| Rein Aun                | Leichtathletik        | 1964 Tokio          | Zehnkampf, Männer (in UdSSR-Mannschaft )                     | –    | 1      | –      | 1      |
| B ↑↑                    |                       |                     |                                                              |      |        |        |        |
| Julia Beljajeva         | Fechten               | 2020 Tokio          | Degen Mannschaft Frauen                                      | 1    | –      | –      | 1      |
| Aleksei Budõlin         | Judo                  | 2000 Sydney         | Halbmittelgewicht, Männer                                    | –    | –      | 1      | 1      |
| E ↑↑                    |                       |                     |                                                              |      |        |        |        |
| Irina Embrich           | Fechten               | 2020 Tokio          | Degen Mannschaft, Frauen                                     | 1    | –      | –      | 1      |
| Tõnu Endrekson          | Rudern                | 2008 Peking         | Doppelzweier, Männer                                         | –    | 1      | –      | 2      |
| Tõnu Endrekson          | Rudern                | 2016 Rio de Janeiro | Doppelvierer, Männer                                         | –    | –      | 1      | 2      |
| F ↑↑                    |                       |                     |                                                              |      |        |        |        |
| Andreas Faehlmann       | Segeln                | 1928 Amsterdam      | 6-Meter-Klasse                                               | –    | –      | 1      | 1      |
| Georg Faehlmann         | Segeln                | 1928 Amsterdam      | 6-Meter-Klasse                                               | –    | –      | 1      | 1      |
| J ↑↑                    |                       |                     |                                                              |      |        |        |        |
| Jüri Jaanson            | Rudern                | 2004 Athen          | Einer, Männer                                                | –    | 1      | –      | 2      |
| Jüri Jaanson            | Rudern                | 2008 Peking         | Doppelzweier, Männer                                         | –    | 1      | –      | 2      |
| Andrei Jämsä            | Rudern                | 2016 Rio de Janeiro | Doppelvierer, Männer                                         | –    | –      | 1      | 1      |
| Bruno Junk              | Leichtathletik        | 1952 Helsinki       | 10.000 m Gehen, Männer (in UdSSR-Mannschaft )                | –    | –      | 1      | 2      |
| Bruno Junk              | Leichtathletik        | 1956 Melbourne      | 20 km Gehen, Männer (in UdSSR-Mannschaft )                   | –    | –      | 1      | 2      |
| K ↑↑                    |                       |                     |                                                              |      |        |        |        |
| Mihhail Kaaleste        | Kanu                  | 1956 Melbourne      | Zweier-Kajak 1000 m, Männer (in UdSSR-Mannschaft )           | –    | 1      | –      | 1      |
| Osvald Käpp             | Ringen                | 1928 Amsterdam      | Leichtgewicht (bis 66 kg), Männer                            | 1    | –      | –      | 1      |
| Gerd Kanter             | Leichtathletik        | 2008 Peking         | Diskuswurf, Männer                                           | 1    | –      | –      | 2      |
| Gerd Kanter             | Leichtathletik        | 2012 London         | Diskuswurf, Männer                                           | –    | –      | 1      | 2      |
| Jaan Kikas              | Gewichtheben          | 1924 Paris          | Mittelgewicht (bis 75 kg), Männer                            | –    | –      | 1      | 1      |
| Erika Kirpu             | Fechten               | 2020 Tokio          | Degen Mannschaft, Frauen                                     | 1    | –      | –      | 1      |
| Martin Klein            | Ringen                | 1912 Stockholm      | gr.-röm., Mittelgewicht, Männer                              | –    | 1      | –      | 1      |
| Aleksander Klumberg     | Leichtathletik        | 1924 Paris          | Zehnkampf, Männer                                            | –    | –      | 1      | 1      |
| Johannes Kotkas         | Ringen                | 1952 Helsinki       | gr.-röm., Schwergewicht, Männer (in UdSSR-Mannschaft )       | 1    | –      | –      | 1      |
| Anatoli Krikun          | Basketball            | 1968 Mexiko-Stadt   | Männer (in UdSSR-Mannschaft )                                | –    | –      | 1      | 1      |
| Heino Kruus             | Basketball            | 1952 Helsinki       | Männer (in UdSSR-Mannschaft )                                | –    | 1      | –      | 1      |
| Ilmar Kullam            | Basketball            | 1952 Helsinki       | Männer (in UdSSR-Mannschaft )                                | –    | 1      | –      | 1      |
| Albert Kusnets          | Ringen                | 1928 Amsterdam      | Mittelgewicht (bis 75 kg), Männer                            | –    | –      | 1      | 1      |
| L ↑↑                    |                       |                     |                                                              |      |        |        |        |
| Katrina Lehis           | Fechten               | 2020 Tokio          | Degen Mannschaft, Frauen                                     | 1    | –      | –      | 2      |
| Katrina Lehis           | Fechten               | 2020 Tokio          | Degen Einzel, Frauen                                         | –    | –      | 1      | 2      |
| Allar Levandi           | Nordische Kombination | 1988 Seoul          | Nordische Kombination, Einzel, Männer (in UdSSR-Mannschaft ) | –    | –      | 1      | 1      |
| Jaak Lipso              | Basketball            | 1964 Tokio          | Männer (in UdSSR-Mannschaft )                                | –    | 1      | –      | 2      |
| Jaak Lipso              | Basketball            | 1968 Mexiko-Stadt   | Männer (in UdSSR-Mannschaft )                                | –    | –      | 1      | 2      |
| Viljar Loor             | Volleyball            | 1980 Moskau         | Männer (in UdSSR-Mannschaft )                                | 1    | –      | –      | 1      |
| Jüri Lossmann           | Leichtathletik        | 1920 Antwerpen      | Marathon, Männer                                             | –    | 1      | –      | 1      |
| Joann Lõssov            | Basketball            | 1952 Helsinki       | Männer (in UdSSR-Mannschaft )                                | –    | 1      | –      | 1      |
| Arnold Luhaäär          | Gewichtheben          | 1928 Amsterdam      | Schwergewicht (über 82,5 kg), Männer                         | –    | 1      | –      | 2      |
| Arnold Luhaäär          | Gewichtheben          | 1936 Berlin         | Schwergewicht (über 82,5 kg), Männer                         | –    | –      | 1      | 2      |
| M ↑↑                    |                       |                     |                                                              |      |        |        |        |
| Jaak Mae                | Skilanglauf           | 2002 Salt Lake City | 15 km Langlauf, Männer                                       | –    | –      | 1      | 1      |
| N ↑↑                    |                       |                     |                                                              |      |        |        |        |
| Heiki Nabi              | Ringen                | 2012 London         | gr.-röm., Schwergewicht, Männer                              | –    | 1      | –      | 1      |
| August Neo              | Ringen                | 1936 Berlin         | Freistil, Halbschwergewicht, Männer                          | –    | 1      | –      | 2      |
| August Neo              | Ringen                | 1936 Berlin         | gr.-röm., Halbschwergewicht, Männer                          | –    | –      | 1      | 2      |
| Alfred Neuland          | Gewichtheben          | 1920 Antwerpen      | Leichtgewicht (bis 67,5 kg), Männer                          | 1    | –      | –      | 2      |
| Alfred Neuland          | Gewichtheben          | 1924 Paris          | Mittelgewicht (bis 75 kg), Männer                            | –    | 1      | –      | 2      |
| Erki Nool               | Leichtathletik        | 2000 Sydney         | Zehnkampf, Männer                                            | 1    | –      | –      | 1      |
| P ↑↑                    |                       |                     |                                                              |      |        |        |        |
| Kristjan Palusalu       | Ringen                | 1936 Berlin         | Freistil, Schwergewicht, Männer                              | 1    | –      | –      | 2      |
| Kristjan Palusalu       | Ringen                | 1936 Berlin         | gr.-röm., Schwergewicht, Männer                              | 1    | –      | –      | 2      |
| Indrek Pertelson        | Judo                  | 2000 Sydney         | Schwergewicht (über 100 kg), Männer                          | –    | –      | 1      | 2      |
| Indrek Pertelson        | Judo                  | 2004 Athen          | Schwergewicht (über 100 kg), Männer                          | –    | –      | 1      | 2      |
| Aavo Pikkuus            | Radsport              | 1976 Montreal       | Mannschaftsfahren (100 km), Männer (in UdSSR-Mannschaft )    | 1    | –      | –      | 1      |
| Nikolai Poljakow        | Segeln                | 1980 Moskau         | Soling, Männer (in UdSSR-Mannschaft )                        | –    | 1      | –      | 1      |
| Eduard Pütsep           | Ringen                | 1924 Paris          | gr.-röm., Bantamgewicht, Männer                              | 1    | –      | –      | 1      |
| R ↑↑                    |                       |                     |                                                              |      |        |        |        |
| Allar Raja              | Rudern                | 2016 Rio de Janeiro | Doppelvierer, Männer                                         | –    | –      | 1      | 1      |
| Wladimir Resnitschenko  | Fechten               | 1988 Seoul          | Degen Mannschaft, Männer (in UdSSR-Mannschaft )              | –    | –      | 1      | 1      |
| Mait Riisman            | Wasserball            | 1980 Moskau         | Männer (in UdSSR-Mannschaft )                                | 1    | –      | –      | 1      |
| S ↑↑                    |                       |                     |                                                              |      |        |        |        |
| Erika Salumäe           | Radsport              | 1988 Seoul          | Sprint, Frauen (in UdSSR-Mannschaft )                        | 1    | –      | –      | 2      |
| Erika Salumäe           | Radsport              | 1992 Barcelona      | Sprint, Frauen                                               | 1    | –      | –      | 2      |
| Alfred Schmidt          | Gewichtheben          | 1920 Antwerpen      | Federgewicht (bis 60 kg), Männer                             | –    | 1      | –      | 1      |
| Hanno Selg              | Moderner Fünfkampf    | 1960 Rom            | Mannschaft, Männer (in UdSSR-Mannschaft )                    | –    | 1      | –      | 1      |
| Kelly Sildaru           | Freestyle-Skiing      | 2022 Peking         | Slopestyle, Frauen                                           | –    | –      | 1      | 1      |
| Kristina Šmigun-Vähi    | Skilanglauf           | 2006 Turin          | 10 km Langlauf, Frauen                                       | 1    | –      | –      | 3      |
| Kristina Šmigun-Vähi    | Skilanglauf           | 2006 Turin          | Verfolgungsrennen Langlauf, Frauen                           | 1    | –      | –      | 3      |
| Kristina Šmigun-Vähi    | Skilanglauf           | 2010 Vancouver      | 10 km Langlauf, Frauen                                       | –    | 1      | –      | 3      |
| Tiit Sokk               | Basketball            | 1988 Seoul          | Männer (in UdSSR-Mannschaft )                                | 1    | –      | –      | 1      |
| Roman Steinberg         | Ringen                | 1924 Paris          | gr.-röm., Mittelgewicht, Männer                              | –    | –      | 1      | 1      |
| Nikolai Stepulov        | Boxen                 | 1936 Berlin         | Leichtgewicht, Männer                                        | –    | 1      | –      | 1      |
| Ivar Stukolkin          | Schwimmen             | 1980 Moskau         | 4 × 200 m Freistil, Männer (in UdSSR-Mannschaft )            | 1    | –      | –      | 2      |
| Ivar Stukolkin          | Schwimmen             | 1980 Moskau         | 400 m Freistil, Männer (in UdSSR-Mannschaft )                | –    | –      | 1      | 2      |
| T ↑↑                    |                       |                     |                                                              |      |        |        |        |
| Kaspar Taimsoo          | Rudern                | 2016 Rio de Janeiro | Doppelvierer, Männer                                         | –    | –      | 1      | 1      |
| Jaan Talts              | Gewichtheben          | 1972 München        | Schwergewicht, Männer (in UdSSR-Mannschaft )                 | 1    | –      | –      | 1      |
| Jüri Tamm               | Leichtathletik        | 1980 Moskau         | Hammerwurf, Männer (in UdSSR-Mannschaft )                    | –    | –      | 1      | 2      |
| Jüri Tamm               | Leichtathletik        | 1988 Seoul          | Hammerwurf, Männer (in UdSSR-Mannschaft )                    | –    | –      | 1      | 2      |
| Harald Tammer           | Gewichtheben          | 1924 Paris          | Schwergewicht (über 82,5 kg), Männer                         | –    | –      | 1      | 1      |
| Aleksander Tammert      | Leichtathletik        | 2004 Athen          | Diskuswurf, Männer                                           | –    | –      | 1      | 1      |
| Jüri Tarmak             | Leichtathletik        | 1972 München        | Hochsprung, Männer (in UdSSR-Mannschaft )                    | 1    | –      | –      | 1      |
| Priit Tomson            | Basketball            | 1968 Mexiko-Stadt   | Männer (in UdSSR-Mannschaft )                                | –    | –      | 1      | 1      |
| Tõnu Tõniste            | Segeln                | 1988 Seoul          | 470er-Klasse, Männer (in UdSSR-Mannschaft )                  | –    | 1      | –      | 2      |
| Tõnu Tõniste            | Segeln                | 1992 Barcelona      | 470er-Klasse, Männer                                         | –    | –      | 1      | 2      |
| Toomas Tõniste          | Segeln                | 1988 Seoul          | 470er-Klasse, Männer (in UdSSR-Mannschaft )                  | –    | 1      | –      | 2      |
| Toomas Tõniste          | Segeln                | 1992 Barcelona      | 470er-Klasse, Männer                                         | –    | –      | 1      | 2      |
| Alexander Tschutschelow | Segeln                | 1960 Rom            | Finn-Dinghy, Männer (in UdSSR-Mannschaft )                   | –    | 1      | –      | 1      |
| Svetlana Tširkova       | Fechten               | 1968 Mexiko-Stadt   | Florett Mannschaft, Frauen (in UdSSR-Mannschaft )            | 1    | –      | –      | 2      |
| Svetlana Tširkova       | Fechten               | 1972 München        | Florett Mannschaft, Frauen (in UdSSR-Mannschaft )            | 1    | –      | –      | 2      |
| U ↑↑                    |                       |                     |                                                              |      |        |        |        |
| Jaak Uudmäe             | Leichtathletik        | 1980 Moskau         | Dreisprung, Männer (in UdSSR-Mannschaft )                    | 1    | –      | –      | 1      |
| V ↑↑                    |                       |                     |                                                              |      |        |        |        |
| Voldemar Väli           | Ringen                | 1928 Amsterdam      | gr.-röm., Federgewicht, Männer                               | 1    | –      | –      | 2      |
| Voldemar Väli           | Ringen                | 1936 Berlin         | gr.-röm., Leichtgewicht, Männer                              | –    | –      | 1      | 2      |
| Andrus Veerpalu         | Skilanglauf           | 2002 Salt Lake City | 15 km Langlauf, Männer                                       | 1    | –      | –      | 3      |
| Andrus Veerpalu         | Skilanglauf           | 2002 Salt Lake City | 50 km Langlauf, Männer                                       | –    | 1      | –      | 3      |
| Andrus Veerpalu         | Skilanglauf           | 2006 Turin          | 15 km Langlauf, Männer                                       | 1    | –      | –      | 3      |
| Nikolai Vekšin          | Segeln                | 1928 Amsterdam      | 6-Meter-Klasse                                               | –    | –      | 1      | 1      |
| Eberhard Vogdt          | Segeln                | 1928 Amsterdam      | 6-Meter-Klasse                                               | –    | –      | 1      | 1      |
| W ↑↑                    |                       |                     |                                                              |      |        |        |        |
| William von Wirén       | Segeln                | 1928 Amsterdam      | 6-Meter-Klasse                                               | –    | –      | 1      | 1      |
| Z ↑↑                    |                       |                     |                                                              |      |        |        |        |
| Georgi Zažitski         | Fechten               | 1972 München        | Degen Mannschaft, Männer (in UdSSR-Mannschaft )              | –    | –      | 1      | 1      |